# Hiéroglyphe égyptien D20
Le hiéroglyphe égyptien D20 (profil de nez avec l'œil) est classifié dans la section D « Parties du corps humain » de la liste de Gardiner ; il y est noté D20.

## Représentation
Il représente une partie de visage humain comportant le profil d'un nez précédant l'œil. Il est translittéré rtḥ.

## Utilisation
| D19 |

| D19 |

duquel il est un variant semi-cursif mais rare en sculpture ou peintures.
C'est un déterminatif du champ lexical du nez, de l'action de sentir, de la joie et du doux / aimable (ou antonyme).
| W18 | n · t · D20 |

| W18 | n · t · D20 |

| Exceptionnellement et contrairement au profil de nez avec une partie du visage D19, il est pour une raison inconnue |

| S · r | t · D20 |

| S · r | t · D20 |

## Exemples de mots
| D21 · X1 | H | U31 · D20 |

| D21 · X1 | H | U31 · D20 |

| t · p | r · D20 |

| t · p | r · D20 |

| g · n | f · D20 |

| g · n | f · D20 |